# Левицький Микола Вікторович
Мико́ла Ві́кторович Леви́цький — полковник Збройних сил України, учасник російсько-української війни.

## З життєпису
У квітні 2014-го керував збірно-пересильним пунктом Чонгар — для військовослужбовців та членів їх сімей, які прибувають на материкову частину України з території АР Крим та м. Севастополь.
Брав участь у боях за Донецький аеропорт в складі зведеного загону «Дика качка».

## Нагороди
За особисту мужність і героїзм, виявлені у захисті державного суверенітету та територіальної цілісності України, вірність військовій присязі під час російсько-української війни
- нагороджений орденом Данила Галицького (22.1.2015).